# Aeropuerto Internacional de Louisville
El Aeropuerto Internacional de Louisville Muhammad Ali (del inglés: Louisville International Airport) (IATA: SDF, OACI: KSDF, FAA LID: SDF), anteriormente conocido simplemente como Aeropuerto Internacional de Louisville, es un aeropuerto civil-militar en Louisville, en el condado de Jefferson, Kentucky. El aeropuerto cubre (4.9 km² (1200 acres) y tiene tres pistas. Su código de aeropuerto IATA, SDF, se basa en el antiguo nombre del aeropuerto, Standiford Field. A pesar de ser llamado aeropuerto internacional, no tiene vuelos internacionales de pasajeros programados regularmente, pero es un puerto de entrada, que maneja muchos vuelos de carga internacionales de UPS Airlines a través del centro aéreo mundial de United Parcel Service, a menudo denominado UPS Worldport.
Más de 4.6 millones de pasajeros pasaron por el aeropuerto en 2023, mientras que más de 3.38 millones de toneladas (6.7 mil millones de libras) de carga pasaron por él en 2022. También es el segundo más transitado en los Estados Unidos en términos de tráfico de carga, y el cuarto más transitado en este sentido en el mundo. El Plan Nacional de Sistemas Aeroportuarios Integrados para 2011-2015 lo clasificó como un aeropuerto de "servicio comercial primario", ya que tiene más de 10 000 embarques de pasajeros por año. Los registros de la Administración Federal de Aviación muestran que el aeropuerto tuvo 1 877 861 embarques de ingresos en 2018, un aumento del 11.46 % con respecto a los 1 684 738 de 2017.
Debido a las operaciones de UPS Airlines, el Aeropuerto Internacional de Louisville es el segundo aeropuerto de carga más transitado de los Estados Unidos, solo superado por el SuperHub de FedEx en el Aeropuerto Internacional de Memphis, y también el cuarto aeropuerto más transitado del mundo por tráfico de carga, detrás de Shanghái Pudong, Memphis y Hong Kong. El Ala de transporte aéreo 123d de la Guardia Nacional Aérea de Kentucky opera aviones de transporte C-130 desde la Base de la Guardia Nacional Aérea de Louisville, ubicada en el mismo lugar.
El 16 de enero de 2019, la Autoridad Aeroportuaria Regional votó para cambiar el nombre del aeropuerto a Aeropuerto Internacional Louisville Muhammad Ali en honor al boxeador y nativo de Louisville, Muhammad Ali. El 6 de junio de 2019, el aeropuerto presentó su nuevo logotipo, que presenta "la silueta de Ali, con los brazos en alto y victorioso, sobre el fondo de una mariposa".[

## Instalaciones

### Terminal
La terminal Jerry E. Abramson es la terminal comercial principal del aeropuerto. Consta de dos pisos con servicios de transporte terrestre y recogida de equipaje en el primer piso y emisión de boletos, descenso de pasajeros y acceso al vestíbulo en el segundo piso. Hay 24 puertas en las dos salas. Estas salas están conectados por una rotonda y un conector que contiene un puesto de control de seguridad unificado ubicado en la sección principal de la terminal.
- La Sala A contiene 12 puertas.[13]
- La Sala Bcontiene 12 puertas.[13]

### Pistas
El Aeropuerto Internacional Louisville Muhammad Ali tiene tres pistas de concreto, dos de las cuales son paralelas y una transversal. La pista más occidental (17R/35L) es la más larga de las tres, con 3623 m (11 887 pies) y se amplió en 2007 para dar cabida a aviones más grandes que vuelan sin escalas a destinos tan lejanos como la Cuenca del Pacífico y Asia.

### Worldport
Worldport es el centro aéreo mundial de UPS (United Parcel Service) ubicado en el Aeropuerto Internacional Muhammad Ali de Louisville. Gracias a UPS, Louisville es el cuarto aeropuerto de carga más transitado del mundo y el segundo más transitado de los Estados Unidos. Aunque UPS ha tenido un centro en Louisville desde 1980, el término no fue utilizado oficialmente por la empresa hasta 2002, después de una expansión de cinco años y 1000 millones de dólares.Anteriormente, el proyecto se denominaba Hub 2000. Actualmente, la instalación tiene un tamaño de 48 ha (5.2 millones de pies cuadrados; 80 campos de fútbol) y es capaz de manejar 115 paquetes por segundo, o 416,000 por hora. Con más de 20,000 empleados, UPS es uno de los empleadores más grandes tanto en la ciudad de Louisville como en Kentucky en su conjunto. La instalación, que da servicio a todos los principales centros internacionales y nacionales de la empresa, maneja principalmente paquetes y cartas exprés e internacionales.
En la primavera de 2006 se completó una ampliación de 93,000 m² (1,000,000 de pies cuadrados) para integrar el transporte pesado de mercancías al sistema UPS. La ampliación fue precedida por la compra de Menlo Worldwide Forwarding, anteriormente Emery Worldwide. La nueva instalación, denominada Worldport Freight Facility (HWP), entró en funcionamiento en abril de 2006 y fue el primero de los centros regionales de la empresa en empezar a integrar el volumen de Menlo en el sistema. La instalación de Menlo en Dayton, Ohio, se desconectó en junio de 2006.
En mayo de 2006, UPS anunció que, por tercera vez en siete años, ampliaría significativamente su centro de Worldport, con una segunda inversión de $1,000 millones de dólares. La segunda ampliación se completó en abril de 2010, y la instalación mide ahora 480,000 m² (5,200,000 pies cuadrados), con un perímetro de 11.6 km (7.2 millas). El plan era añadir más de 93,000 m² (1,000,000 pies cuadrados) a la instalación existente, y renovar otros 31,080 m² (334,500 pies cuadrados) de espacio con nueva tecnología y equipamiento. La capacidad de clasificación de Worldport se ampliaría de 300,000 paquetes por hora a 416,000 paquetes por hora. Además, se construirían o modificarían varias rampas en el Aeropuerto Internacional Muhammad Ali de Louisville, lo que supondría un aumento total de poco más de 280,000 m².

## Aerolíneas y destinos

### Pasajeros
| Aerolíneas           | Destinos |
| -------------------- | --- |
| Allegiant Air        | Fort Lauderdale, Orlando/Sanford, Punta Gorda (FL), San Petersburgo/Clearwater Estacional: Charleston (SC), Destin/Fort Walton Beach, Myrtle Beach, Sarasota, Savannah |
| American Airlines    | Charlotte, Dallas/Fort Worth, Miami |
| American Eagle       | Boston, Charlotte, Chicago–O'Hare, Dallas/Fort Worth, Filadelfia, Nueva York–LaGuardia (finaliza el 2 de septiembre de 2025), Washington–National                      |
| Breeze Airways       | Charleston (SC), Nueva Orleans, Raleigh/Durham, San Francisco Estacional: Fort Myers                                                                                   |
| Delta Air Lines      | Atlanta |
| Delta Connection     | Boston, Detroit, Mineápolis/St. Paul, Nueva York–LaGuardia Estacional: Orlando (inicia el 20 de diciembre de 2025)                                                     |
| Southwest Airlines   | Baltimore, Chicago–Midway, Dallas–Love, Denver, Houston–Hobby, Las Vegas, Nashville, Orlando, Phoenix–Sky Harbor, Tampa Estacional: Fort Lauderdale, Fort Myers        |
| Spirit Airlines      | Atlanta, Detroit, Fort Lauderdale, Orlando, Tampa Estacional: Myrtle Beach                                                                                             |
| Sun Country Airlines | Estacional: Mineápolis/St. Paul |
| United Airlines      | Denver, Houston–Intercontinental |
| United Express       | Chicago–O'Hare, Denver, Houston–Intercontinental, Newark, Washington–Dulles                                                                                            |

### Carga
| Aerolíneas         | Destinos |
| ------------------ | --- |
| Air Cargo Carriers | Charleston (WV), Decatur, Madison, Traverse City (MI), Warsaw (IN) |
| Ameriflight        | Huntsville, Knoxville, Moline/Quad Cities, Smyrna (TN), South Bend |
| FedEx Express      | Cincinnati, Greensboro (NC), Indianápolis, Memphis, Roanoke |
| SkyLink Express    | Hamilton (ON) |
| UPS Airlines       | Albany (GA), Albany (NY), Albuquerque, Anchorage, Atlanta, Austin, Baltimore, Billings, Birmingham (AL), Bogotá, Boise, Boston, Búfalo, Burbank, Campinas, Casablanca, Cedar Rapids/Iowa City, Charlotte, Chicago–O'Hare, Cleveland, Colonia/Bonn, Columbia (SC), Columbus–Rickenbacker, Dallas/Fort Worth, Denver, Des Moines, Detroit, Dubái–International, Dublín, East Midlands, Fargo, Filadelfia, Fort Lauderdale, Fort Myers, Fort Wayne, Gary/Chicago, Greensboro (NC), Greenville/Spartanburg, Hamilton (ON), Harrisburg, Hartford, Hong Kong, Honolulu, Houston–Intercontinental, Jackson (MS), Jacksonville (FL), Kansas City, Knoxville, Lafayette, Lansing, Las Vegas, Little Rock, Long Beach, Los Ángeles, Mánchester (NH), McAllen, Memphis, Ciudad de México-AIFA, Miami, Milwaukee, Mineápolis/St. Paul, Montreal–Mirabel, Newark, Newburgh, Nueva Orleans, Nueva York–JFK, Oakland, Oklahoma City, Omaha, Ontario, Orange County (CA), Orlando, Peoria, Phoenix–Sky Harbor, Pittsburgh, Portland (OR), Providence, Raleigh/Durham, Richmond, Sacramento–Mather, Salt Lake City, San Antonio, San Bernardino, San Diego, San Francisco, San José (CA), San Juan, San Luis, Seattle–Boeing, Seúl–Incheon, Shanghái–Pudong, Sioux Falls, Spokane, Springfield/Branson, Siracusa, Tampa, Tokio–Narita, Toronto–Pearson, Tulsa, Vancouver, Washington–Dulles, West Palm Beach |

## Estadísticas

### Tráfico anual y carga

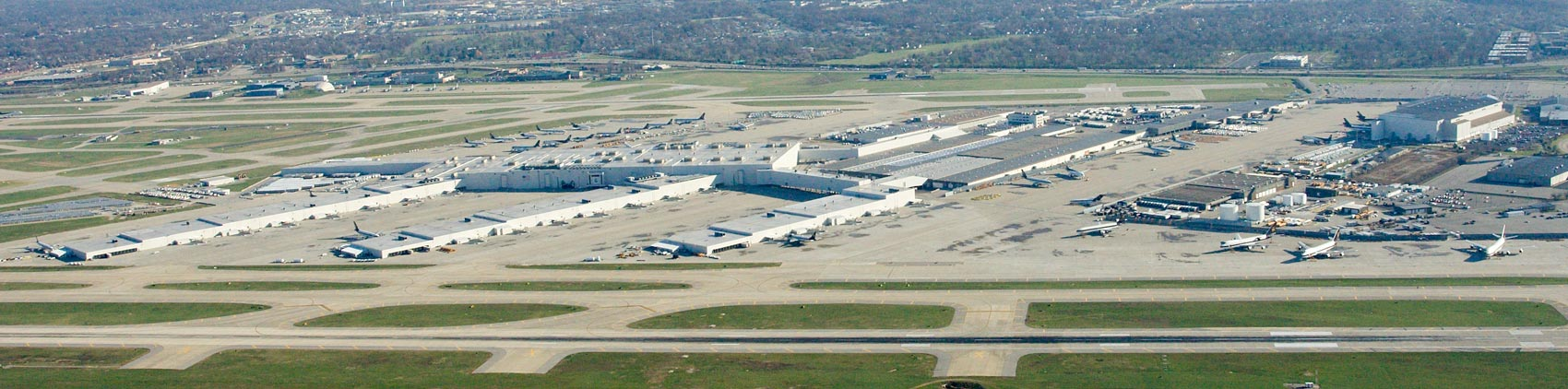
UPS Worldport Air Hub en el Aeropuerto Internacional Muhammad Ali de Louisville.

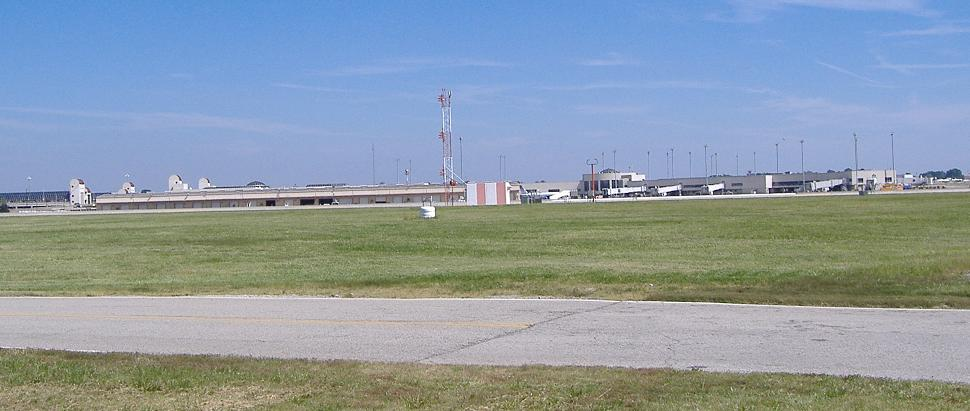
Vista del aeropuerto.

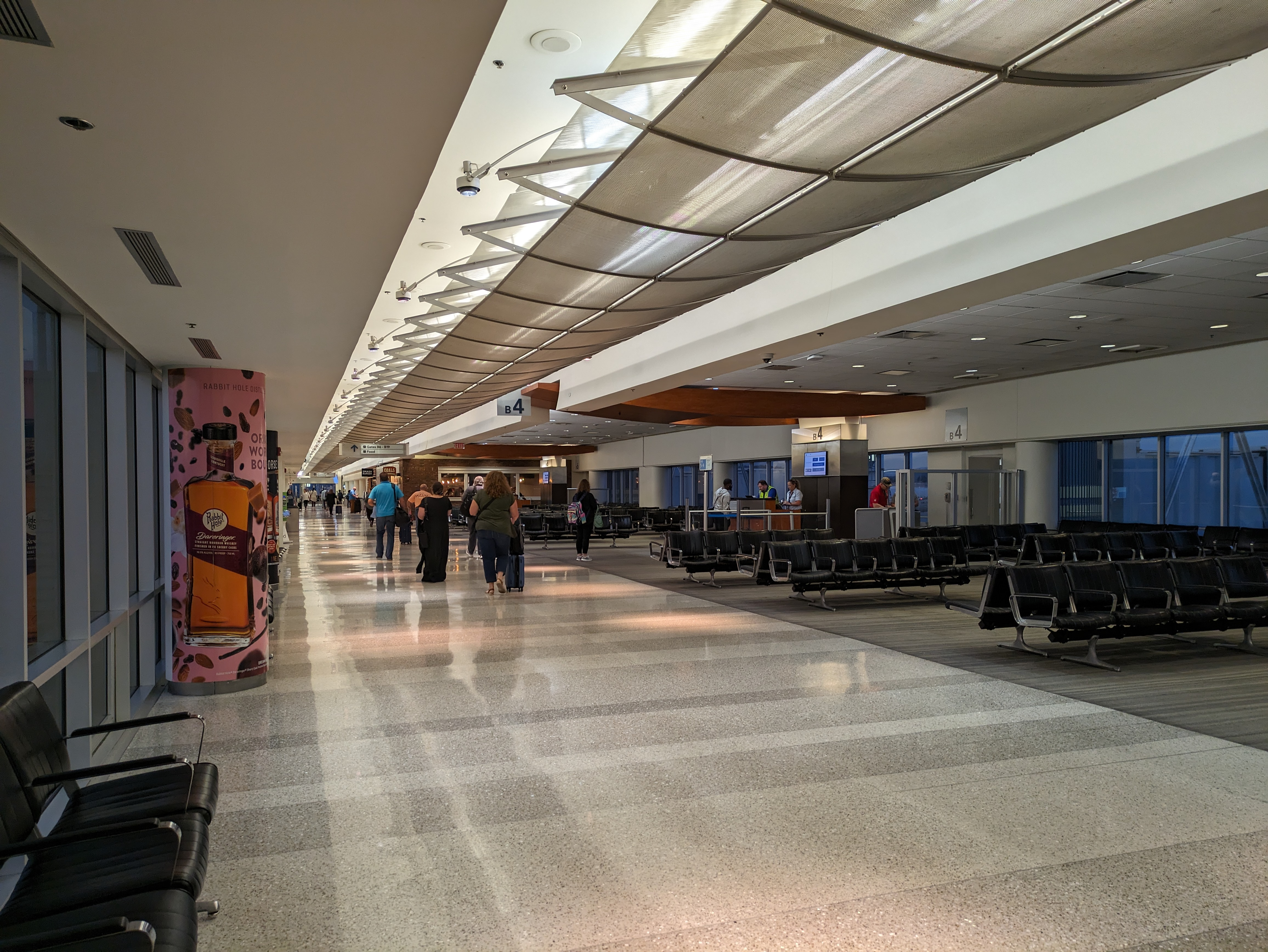
Sala B del aeropuerto.

| Año  | Pasajeros | Carga total (lbs.) | Año  | Pasajeros | Carga total (lbs.) | Año  | Pasajeros | Carga total (lbs.) |
| ---- | --------- | ------------------ | ---- | --------- | ------------------ | ---- | --------- | ------------------ |
| 2004 | 3,438,138 | 3,834,924,928      | 2014 | 3,355,811 | 5,055,706,407      | 2024 | 4,816,084 | 6,951,107,063      |
| 2005 | 3,730,678 | 4,001,736,489      | 2015 | 3,359,472 | 5,182,270,067      | 2025 |           |                    |
| 2006 | 3,663,041 | 4,372,563,774      | 2016 | 3,346,545 | 5,372,687,454      | 2026 |           |                    |
| 2007 | 3,819,154 | 4,584,225,636      | 2017 | 3,474,340 | 5,737,961,328      | 2027 |           |                    |
| 2008 | 3,682,420 | 4,353,419,373      | 2018 | 3,866,057 | 5,782,767,038      | 2028 |           |                    |
| 2009 | 3,263,812 | 4,297,972,629      | 2019 | 4,239,064 | 6,151,136,493      | 2029 |           |                    |
| 2010 | 3,349,162 | 4,777,478,457      | 2020 | 1,636,931 | 6,431,419,629      | 2030 |           |                    |
| 2011 | 3,398,864 | 4,824,644,236      | 2021 | 3,176,874 | 6,729,100,374      | 2031 |           |                    |
| 2012 | 3,365,115 | 4,780,426,911      | 2022 | 3,888,332 | 6,761,880,348      | 2032 |           |                    |
| 2013 | 3,404,080 | 4,885,617,722      | 2023 | 4,659,648 | 6,013,812,675      | 2033 |           |                    |